# Ignacio Benjamín Campos Equihua
Ignacio Benjamín Campos Equihua (Uruapan, Michoacán, 12 de mayo de 1973), mayormente conocido como el profe Nacho o Nacho Campos, es un profesor y político michoacano, miembro actual del Movimiento de Regeneración Nacional (Morena), y exmiembro del Partido de la Revolución Democrática. Fue presidente municipal de Uruapan del Progreso, Michoacán, desde octubre del 2021, hasta el 10 de abril de 2024, al pedir licencia para contender por la presidencia de Uruapan nuevamente en los comicios de 2024. Fue diputado del Distrito 9 de Michoacán con cabecera en Uruapan.